# Rhodospatha latifolia
Rhodospatha latifolia Poepp. – gatunek wieloletnich, wiecznie zielonych pnączy z rodziny obrazkowatych, pochodzących z tropikalnych regionów Ameryki Południowej, zasiedlających wilgotne lasy równikowe.

## Zastosowanie
Rośliny alimentacyjneLiście roślin tego gatunku są jadane jako jarzyna.
Rośliny leczniczeLud Asháninka stosuje w medycynie tradycyjnej łodygi tych roślin, które w razie pasożytów żołądka żute są świeże lub pity jest sporządzony z nich wywar. Łodygi przykładane są również zewnętrznie w razie zwyrodnienia łopatek. Innym surowcem są liście, z których wywar stosowany jest zewnętrznie w razie grzybicy.